# Eusebi Güell

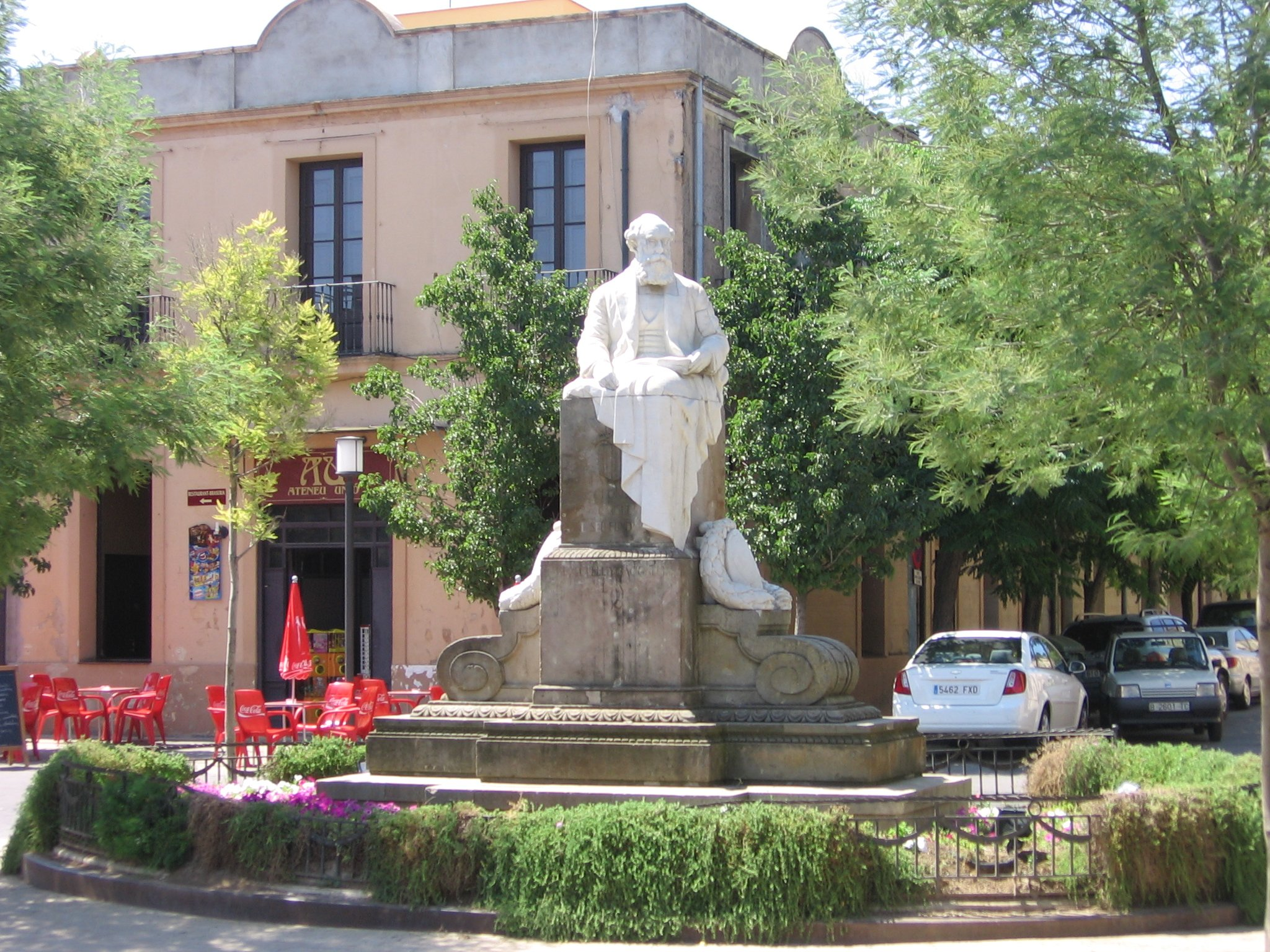
Monumento a Eusebi Güell na Colónia Güell.

Eusebio Güell y Bacigalupi, conde de Güell (Barcelona, 15 de dezembro de 1846 — Barcelona, 8 de julho de 1918), também conhecido como Eusebi Güell, foi um industrial e político espanhol. Homem multifacetado e de grande cultura, foi escritor, pintor, linguista, químico e biólogo.

## Biografia
O seu pai, Juan Güell y Ferrer, oriundo de Torredembarra, amealhou uma fortuna considerável durante a sua estada em Cuba, instalando-se posteriormente em Barcelona, onde promoveu diversas indústrias. A sua mãe, Francisca Bacigalupi, pertencia a uma família de comerciantes genoveses que se instalaram em Barcelona nos finais do século XVIII, e cujo irmão tinha uma indústria têxtil na zona de Sants, cuja empresa foi convertida em "Vapor Vell" a que posteriormente Güell se associou.
Eusebio Güell, como o seu pai, dedicou-se aos negócios criando novas empresas nos sectores mais prometedores. O futuro conde de Güell, graças à boa situação financeira da família, estudou Direito, Economia e Ciências em Barcelona, França e Inglaterra. Associado com Ferran Alsina, inicia em Santa Coloma de Cervelló uma fábrica de tecidos que foi a base da Colónia Güell (1898). Posteriormente, em 1901, funda a Compañía General de Asfaltos y Portland Asland, radicada em Castellar de n'Hug. Para além disso foi conselheiro das empresas da família da sua esposa: Banco Hispano-Colonial, Compañía de Tabacos de Filipinas, Compañía de los Caminos de Hierro del Norte de España, entre outras.
Eusebio Güell interveio na política e em amplos sectores relacionados com a cultura. Militante do catalanismo, foi eleito regedor de Barcelona (1875), exerceu o cargo de Deputado de Província nas Cortes Generales (1878) e foi Senador do Reino, tendo recebido o título de conde do rei Afonso XIII em 1910. Como activo propulsor da cultura catalã, foi presidente dos Jocs Florals de 1900, membro da Academia de San Jordi e presidente do Centro Catalão. Amigo íntimo e mecenas de Antoni Gaudí, Güell encomendou ao arquiteto modernista muitas das sua obras, sem interferir nas suas decisões artísticas. Para o conde Güell, Gaudí construiu o Parque Güell, o Palácio Güell, as Adegas Güell, os Pavilhões Güell e a Cripta da Colônia Güell.
Faleceu precisamente na sua casa do Parque Güell, no dia 8 de julho de 1918. Homem de uma extensa cultura, publicou livros sobre diversos temas que foram traduzidos em várias línguas. Foi também um aceitável desenhador e aguarelista.

## Familia
Era casado com Isabel López Bru, filha do Marqués de Comillas.